# GameRankings
GameRankings — англомовний вебсайт-агрегатор оцінок відеоігор. Основною його функцією було відстеження рецензій на відеоігри з інших сайтів, і, за допомогою їх комбінування, публікація середнього рейтингу для кожної гри. Схожу систему використовують сайти Metacritic, GameStats і Rotten Tomatoes.
Рейтинги публікувалися у вигляді процентного відношення, заснованого на всіх прийнятих до розгляду оцінках. Оцінки бралися з різних ігрових сайтів і журналів. При цьому враховувалися не всі видання, а тільки найбільш відомі й авторитетні.
Сайт було закрито 9 грудня 2019 року через високу конкуренцію з боку Metacritic. Команда GameRankings.com продовжила роботу в складі Metacritic.